# Sassy Girl Chun-hyang
Sassy Girl Chun-hyang (hangul: 쾌걸 춘향) é uma série de televisão sul-coreana de 2005 estrelada por Han Chae-young no personagem-título, junto com Jae Hee, Uhm Tae-woong e Park Si-eun. Foi ao ar de 3 de janeiro a 1º de março de 2005, nas segundas e terças-feiras da KBS2, no horário das 21h55, totalizando 17 episódios.
Uma releitura moderna do clássico conto coreano Chunhyangjeon ("Conto de Chunhyang"), a série de  comédia romântica foi chamada de "estilo de fusão" por, entre outras características, misturar rap com a  pansori em sua música de fundo.
Este é o primeiro drama coreano escrito por Hong Jung-eun e Hong Mi-ran (chamadas coletivamente de as irmãs Hong), e continua sendo o de maior audiência na filmografia das duas, com um pico de 32,2%.

## Sinopse
Lee Mong-ryong, filho de um chefe de polícia condecorado, é transferido de Seul para uma escola secundária em Namwon, Jeolla do Norte, nisso, passa a conhecer Chun-hyang, uma garota de personalidade forte. Os dois acabam se apaixonando, mas o amor deles passa por constantes desafios a medida que pessoas conhecidas e poderosas criam obstáculos no caminho do casal.

## Elenco
- Han Chae-young como Sung Chun-hyang

Um garota com problemas financeiros que trabalha em empregos de meio período para se sustentar. Doce, bonita e esforçada, ela é uma das melhores alunas da escola. Chun-hyang conhece Mong-ryong e acaba se apaixona por ele.
- Jae Hee como Lee Mong Ryong

Lee Mong-ryong é um cara durão e possui temperamento explosivo. Embora seja filho de um delegado, é muito encrenqueiro. Com a ajuda de Chun-hyang, ele alcança sucesso nos estudos e no amor. Após ser rejeitado por Cha-rin, Mong-ryong se aproxima cada vez mais de Chun-hyang.
- Uhm Tae-woong como Byun Hak-do

No conto Chunhyangjeon, Byun Hak-do era um magistrado corrupto, mas neste drama ele é o CEO de uma agência de talentos. Inicialmente, ele ajuda Chun-hyang sempre que ela se mete em problemas. Mas ele logo fica perigosamente obcecado por ela.
- Park Si-eun como Hong Chae-rin

Mais velha que Mong-ryong, Chae-rin era vizinha e amigo da família dos Lee em Seul. Ela também é o primeiro amor de Mong-ryong. Personagem oportunista, ela sabe que Mong-ryong gosta dela, mas continua induzindo-o e ignorando-o. Mas quando Mong-ryong se casa, Chae-rin começa a sentir ciúmes e, eventualmente, tenta reconquistá-lo. Ela interfere no relacionamento entre Mong-ryong e Chun-hyang, tentando separá-los
- Lee In-hye como Han Dan-hee

Dan-hee é a melhor amiga de Chun-hyang e sonha em se tornar uma atriz de sucesso.
- Moon Ji Yoon como Bang Ji-hyuk

O melhor amigo de Mong-ryong em Namwon, que está apaixonado por Dan-hee.
- Kim Chung como Gong Wol-mae

Mãe de Chun-hyang e cantora de cabaré. Ela ama a filha, mas odeia os resmungos de Chun-hyang.
- Ahn Suk-hwan como pai de Mong-ryong

Pai de Mong-ryong e delegado de Namwon. Ele acredita que Chun-hyang pode transformar seu filho de um preguiçoso temperamental em um homem inteligente e responsável. Ele aprova Chun-hyang como sua nora e se torna uma figura paterna carinhosa para ela.
- Choi Ran como mãe de Mong-ryong

Mãe de Mong-ryong, que é muito protetora. Ao contrário de seu marido, ela desaprova o casamento de Mong-ryong e Chun-hyang e prefere Chae-rin como sua nora. Ela muitas vezes atrapalha Chun-hyang em sua casa.
- Joo Ho como Kim Dong Soo

O leal assistente de Chun-hyang em sua fábrica de acessórios.
- Lee Han-wi como professor do ensino médio
- Hong Ji-young como Mi-san
- Son Il-kwon como Kang-min
- Lee Ji-hoon[a] como Diretor Baek, subordinado de Byun Hak-do.

- Yoon Yong-hyun como o presidente da empresa de eventos
- Park Si-hoo como namorado de Chae-rin ( participação especial, ep 1-2)
- Park Hyo-min como o colega de primeiro ano do ensino médio de Chun-hyang e Moon-ryong (participação especial)

## Prêmios
KBS Drama Awards de 2005
- Prêmio de Excelência, Ator: Uhm Tae-woong[5]
- Melhor Ator Coadjuvante: Ahn Suk-hwan[5]
- Melhor Ator Revelação: Jae Hee[5]
- Prêmio de Popularidade: Han Chae-young[5]
- Prêmio de Melhor Casal: Jae Hee e Han Chae-young[5]

## Audiência
| Data | Episódio | TNS Media   | TNS Media   |
| Data | Episódio | Nacional    | Seul        |
| --- | -------- | ----------- | ----------- |
| 2005-01-03 | 1        | 14.4% (11º) | 14.8% (11º) |
| 2005-01-04 | 2        | 14.1% (12º) | 14.1% (13º) |
| 2005-01-10 | 3        | 18.2% (8º)  | 18.8% (7º)  |
| 2005-01-11 | 4        | 17.3% (11º) | 17.4% (11º) |
| 2005-01-17 | 5        | 23.6% (2º)  | 24.9% (2º)  |
| 2005-01-18 | 6        | 25.9% (2º)  | 27.1% (1º)  |
| 2005-01-24 | 7        | 26.2% (2º)  | 26.7% (2º)  |
| 2005-01-25 | 8        | 25.9% (1º)  | 26.9% (1º)  |
| 2005-01-31 | 9        | 29.1% (1º)  | 29.9% (1º)  |
| 2005-02-01 | 10       | 26.4% (1º)  | 26.0% (1º)  |
| 2005-02-07 | 11       | 22.0% (3º)  | 20.5% (4º)  |
| 2005-02-14 | 12       | 25.1% (1º)  | 24.2% (1º)  |
| 2005-02-15 | 13       | 25.9% (1º)  | 26.3% (1º)  |
| 2005-02-21 | 14       | 26.4% (1º)  | 25.9% (1º)  |
| 2005-02-22 | 15       | 30.1% (1º)  | 29.4% (1º)  |
| 2005-02-28 | 16       | 30.7% (1º)  | 30.2% (1º)  |
| 2005-03-01 | 17       | 32.2% (1º)  | 32.1% (1º)  |
| Média | Média    | 24.3%       | 24.4%       |
| - Na tabela acima, os números em azul representam a audiência média mais baixa e os números em vermelho epresentam a audiência média mais alta. |          |             |             |